# Zapardiel de la Cañada
Puerto Castilla ist ein zentralspanischer Ort und eine Gemeinde (Municipio) mit 84 Einwohnern (Stand: 2024) in der Provinz Ávila in der Autonomen Region Kastilien-León. Zur Gemeinde gehört neben dem Hauptort Zapardiel de la Cañada die Ortschaften Castellanos de la Cañada und Serranos de la Torre.

## Lage und Klima
Die Gemeinde Zapardiel de la Cañada liegt auf der Nordseite der Sierra de Gredos im Südwesten der Provinz Ávila in einer Höhe von ca. 1150 m. Die Entfernung nach Ávila beträgt knapp 60 km (Fahrtstrecke) in östlicher Richtung. Das Klima ist gemäßigt bis warm; der Regen (838 mm/Jahr) fällt mit Ausnahme der trockenen Sommermonate übers Jahr verteilt.

## Bevölkerungsentwicklung
| Jahr      | 1970 | 1981 | 1991 | 2001 | 2011 | 2021 |
| Einwohner | 509  | 315  | 239  | 171  | 118  | 87   |

## Sehenswürdigkeiten

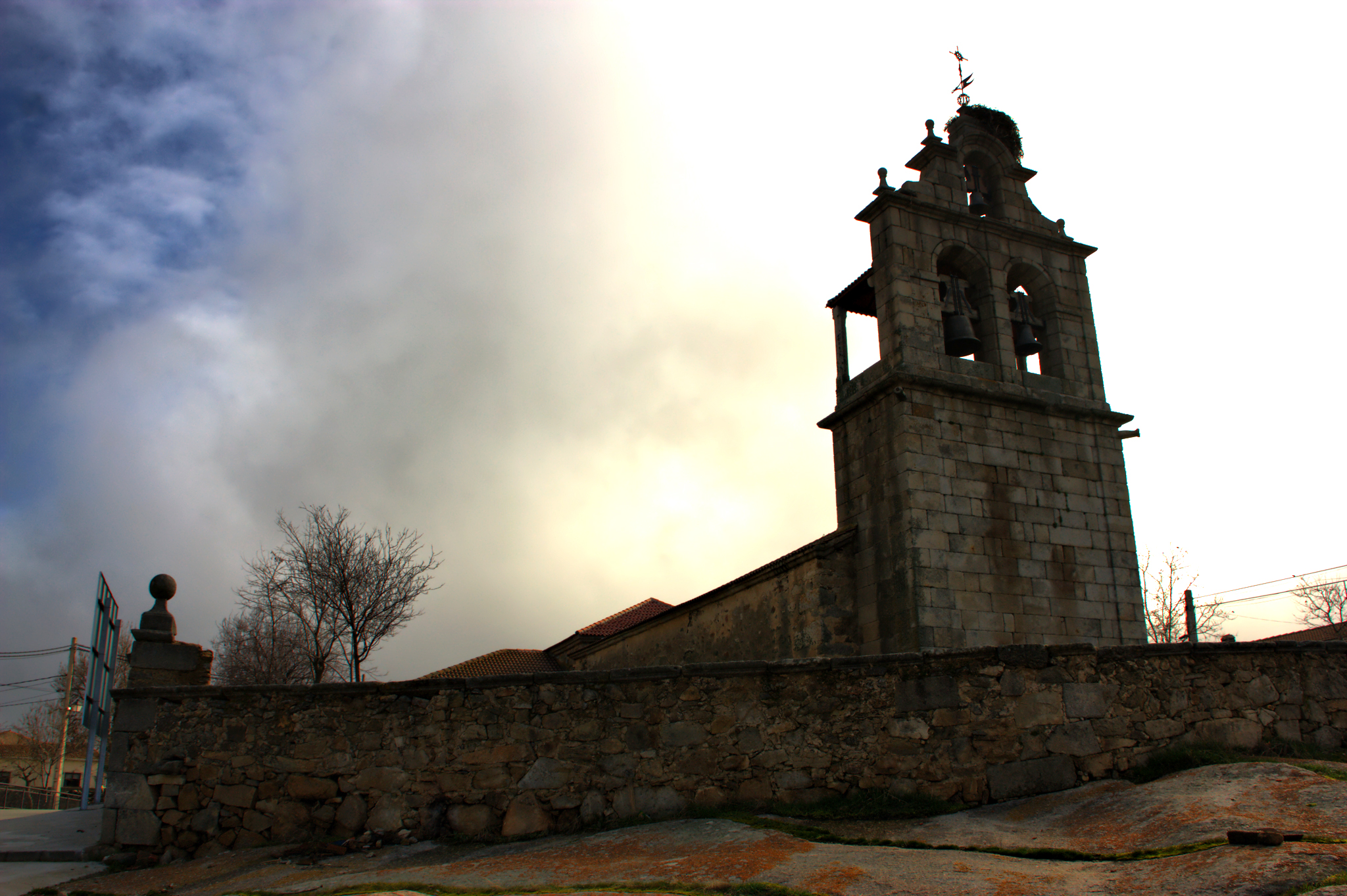
Michaeliskirche

- Michaeliskirche